# Frontera entre Grècia i Macedònia del Nord
La frontera entre Grècia i Macedònia del Nord és la frontera internacional entre Grècia, estat membre de la Unió Europea i integrat en l'espai Schengen i Macedònia del Nord. És l'única frontera grega que mai ha estat discutida o variada. També és una de les fronteres externes de la Unió Europea.

## Traçat
La frontera entre Grècia i Macedònia del Nord, totalment terrestre, s'estén d'oest a est del llac Prespa, on s'uneix a la frontera entre Grècia i Albània en un punt anomenat Triethnes ("tres nacions") per trobar-se amb la frontera entre Grècia i Bulgària. És gairebé completament muntanyosa, excepte al nivell de la vall de l'Axios/Vàrdar i l'altiplà de Pelagònia. Aquest altiplà està dividit entre els dos països que també comparteixen les dues principals ciutats: Florina a Grècia i Bítola a Macedònia del Nord. Separa la regió grega de Macedònia Central de les regions estadístiques macedònies de Pelagonia, Vàrdar i Sud-est.

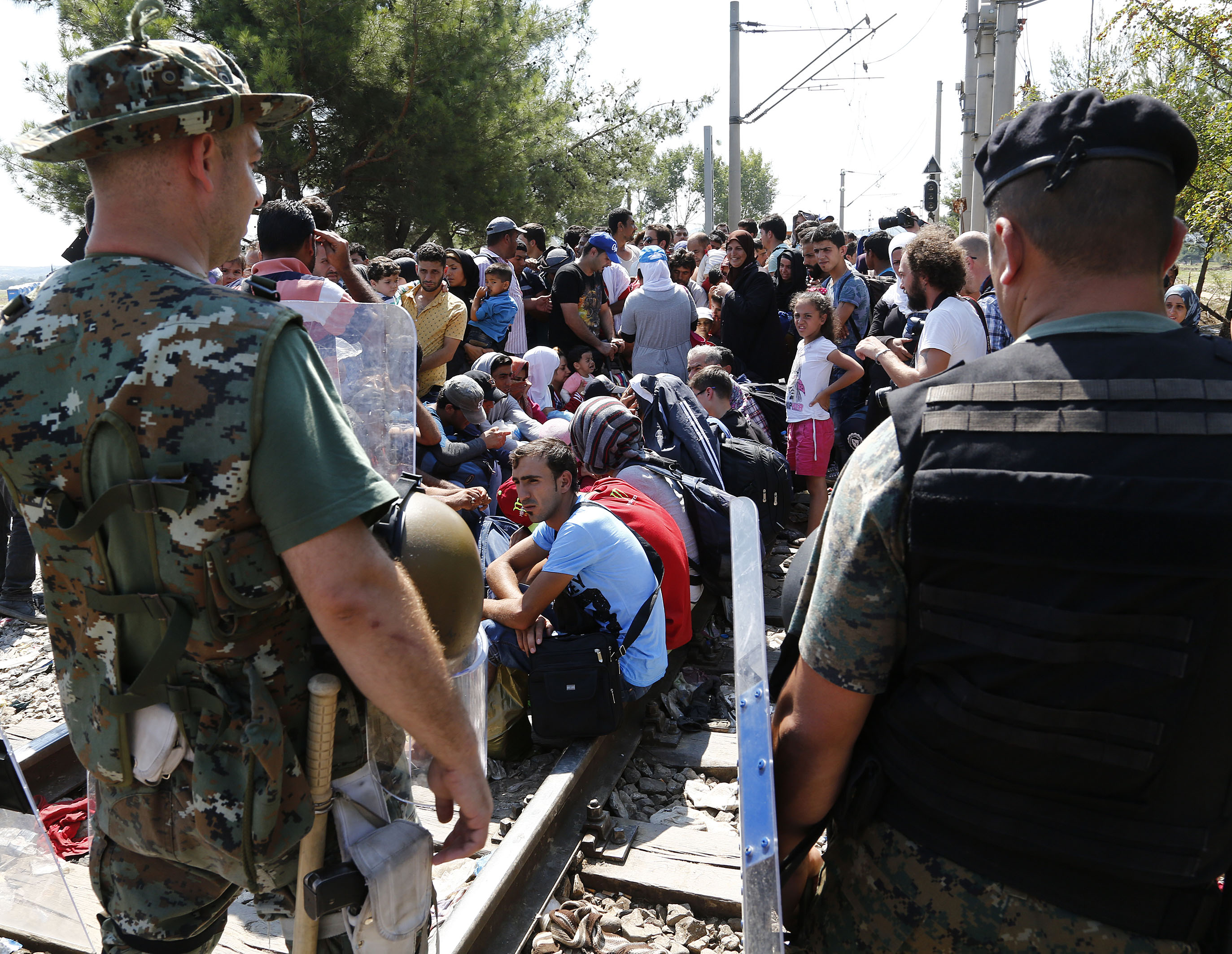
Soldats macedonis a la frontera

## Història
Fins a les guerres balcàniques, Grècia només tenia fronteres amb l'Imperi Otomà. Com a resultat d'aquests conflictes, la frontera es va establir entre els aliats grecs i serbis. La frontera llavors va separar posteriorment Grècia i la República Socialista Federal de Iugoslàvia i, després de 1992, Grècia i Macedònia del Nord. No obstant això, mai no ha estat qüestionada.
Aquesta frontera ha tingut un paper important en la crisi dels refugiats a Europa del 2015, ja que es troba a la ruta dels Balcans Occidentals. Degut al fort impacte de l'afluència de refugiats al país, el 29 de novembre de 2015, l'exèrcit macedoni va començar la construcció d'una tanca fronterera de tres metres d'alçada en parts de la frontera amb Grècia a causa de l'alta afluència de refugiats. Des de finals de novembre de 2015 s'han produït repetides enfrontaments violents entre els refugiats i els òrgans de seguretat macedònics.